# Sajókirályi
Sajókirályi (szlovákul Králik) 1964 óta Tornalja településrésze, korábban önálló község Szlovákiában, a Besztercebányai kerület Nagyrőcei járásában.

## Fekvése
Sajókirályi Tornalja központjától 1 km-re délre fekszik a Sajó bal partján, a Túróc-patak torkolatával szemben. Kataszterét egyesítették Tornaljáéval, korábban területe 5,31 km² volt (1910-38 között változatlan). Teljesen egybeépült Tornaljával.

## Története
A település egy régebbi falu alapjain alakult ki a Sajó-folyó és a Turóc-patak összefolyásával átellenben, a Sajó bal partján. Eredetileg királyi birtok volt, első írásos említése 1291-ből származik, amikor a Tekes család tulajdonában állt. 1386-ban 26 portát számláltak a faluban. Több nemesi család birtokolta, de a 17. században elpusztult és csak a 18. században telepítették újra.
A 18. század végén Vályi András így ír róla: „KIRÁLYI. Magyar falu Gömör Várm. földes Urai Losonczy, és több Uraságok, lakosai katolikusok, és reformátusok, fekszik kies helyen, Tornallyától 1/4 órányira, a’ helység közepén Nepomuk Sz. Jánosnak tiszteletére emeltetett, jeles faragott kép szemléltetik. Határbéli földgye jó gabonát terem, piatzozása két, és négy mértföldnyire."
1828-ban 42 házában 295 lakos élt, akik főként mezőgazdasággal foglalkoztak.
A 19. század közepén Fényes Elek eképpen írja le: „Király, Gömör v. magyar falu, ut. p. Tornalja szomszédságában: 94 kath., 201 ref. lak. Határa első osztálybeli, igen termékeny. A Sajó nyugoti partján van egy ásványos tava, melly malmot hajt. F. u. többen."
Borovszky monográfiasorozatának Gömör-Kishont vármegyét tárgyaló része szerint: „Királyi, sajóvölgyi magyar kisközség, 86 házzal és 515 ev. ref. vallású lakossal. Hajdan királyi birtok volt és 1340-ben találjuk első nyomát, a mikor Királytelke néven említik. 1436-ban a Szalonnay és utána a Csetneki család a földesura, 1473-ban pedig a Szalonnay család mellett a Tekes és a Szény családot is itt találjuk. Később a Szentmiklóssy, Hevessy, Draskóczy, Szontágh és a Lóczy családok voltak a birtokosai, most pedig Szontágh Zoltánnak, Hevessy Józsefnek és Moesz Miksának van itt nagyobb birtoka és mindegyiknek csinos úrilaka. A mult században, a falu határában, a Sajó nyugati partján melegvízű tó volt. A községben levő ev. ref. templom 1824-ben épült. Postája, távírója és vasúti állomása Tornallyán van."
A trianoni diktátumig Gömör-Kishont vármegye Tornaljai járásához tartozott. 1938 és 1944 között újra Magyarország része volt.
1964-ben csatolták Tornaljához. Sajókirályin található Tornalja strandfürdője kempinggel, turistaházakkal, üdülőházzal. Területén "Melegvíz" nevű termálvízű tavacska található, ahol régen kendert áztattak.

## Népessége
- 1880-ban 459 lakosából 425 magyar és 8 szlovák anyanyelvű volt.
- 1890-ben 496 lakosából 493 magyar, 2 német és 1 egyéb anyanyelvű volt, ebből 238 római katolikus, 218 református, 31 evangélikus és 9 izraelita vallású volt.
- 1900-ban 515 lakosából 508 magyar és 6 szlovák anyanyelvű volt.
- 1910-ben 520 lakosából 517 magyar és 1 szlovák anyanyelvű volt.
- 1921-ben 479 lakosából 459 magyar és 20 csehszlovák volt, ebből 238 római katolikus, 192 református, 30 evangélikus és 19 izraelita vallású.
- 1930-ban 539 lakosából 477 magyar, 57 csehszlovák, 1 zsidó és 4 állampolgárság nélküli volt, ebből 299 római katolikus, 175 református, 57 evangélikus, 7 izraelita és 1 egyéb vallású.
- 1941-ben 457 lakosából 369 magyar és 9 szlovák volt.

## Nevezetességei
- Evangélikus temploma 1824-ben épült.
- Nepomuki Szent János barokk szobra.
- Kastély.

## Híres emberek
- Itt született Pajor Gáspár író, szerkesztő, orvos.
- Itt született 1793-ban Szentmiklóssy Alajos író, költő.

## Képtár

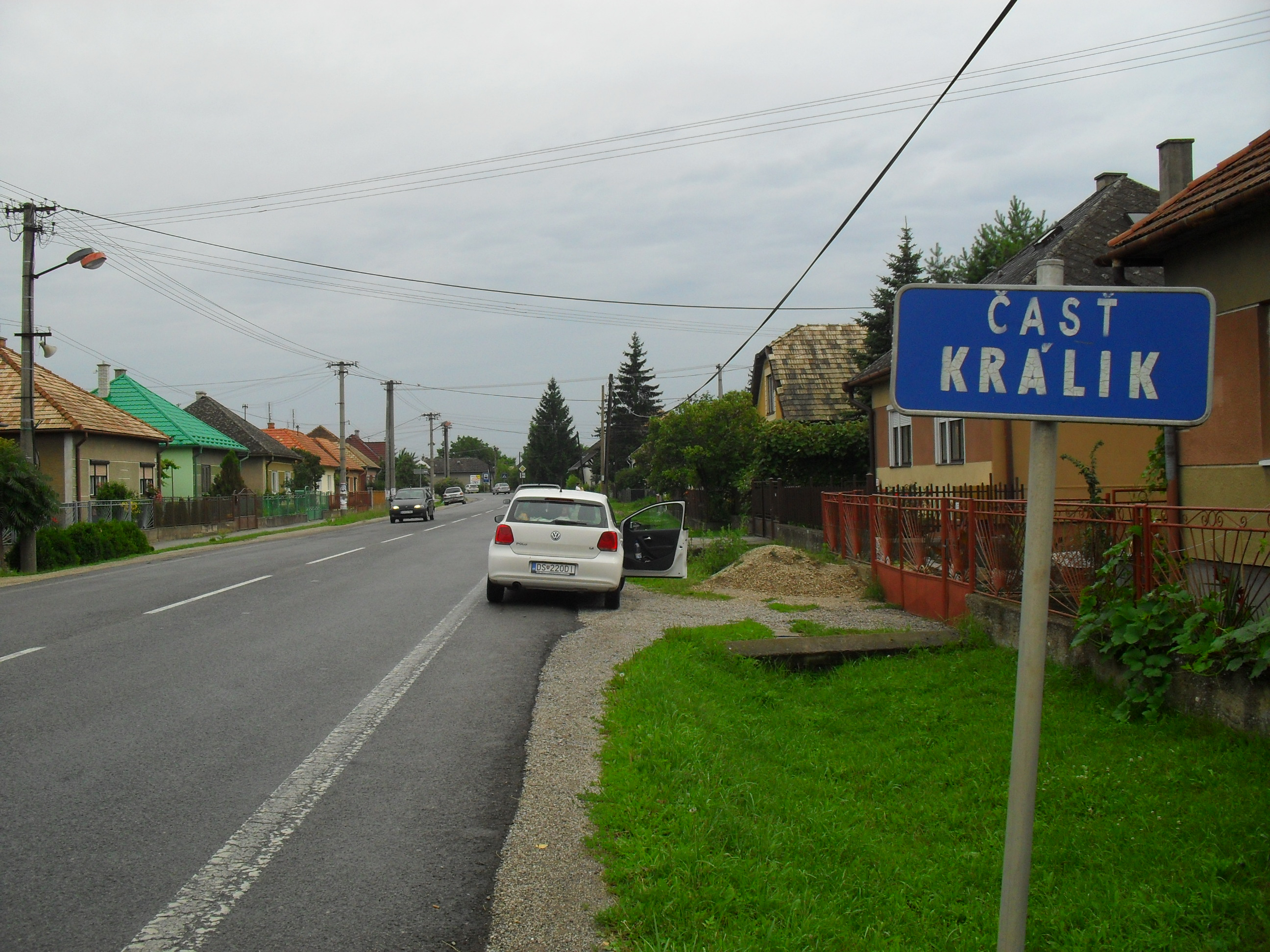
Helységnévtábla
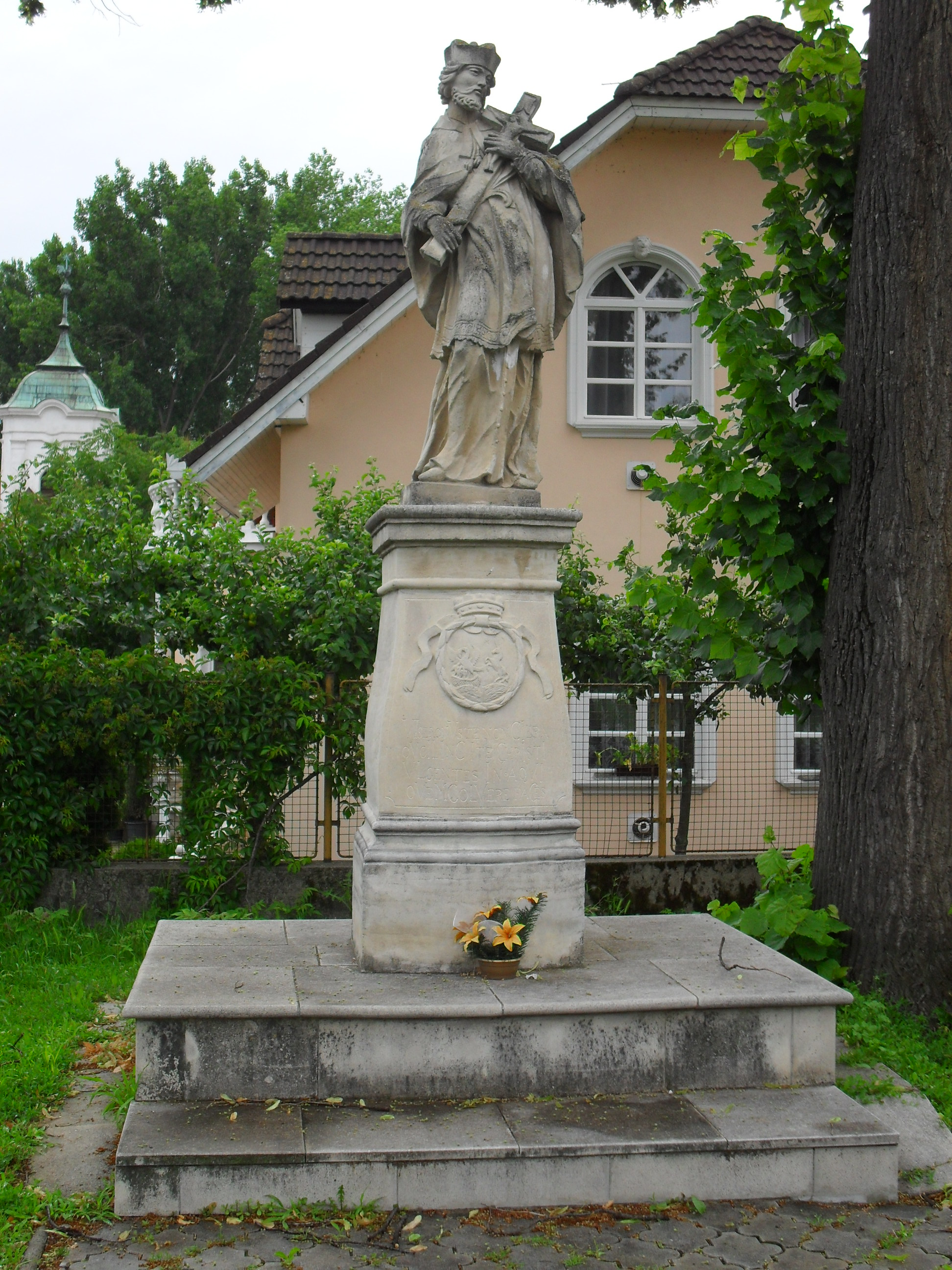
Nepomuki Szent János szobra
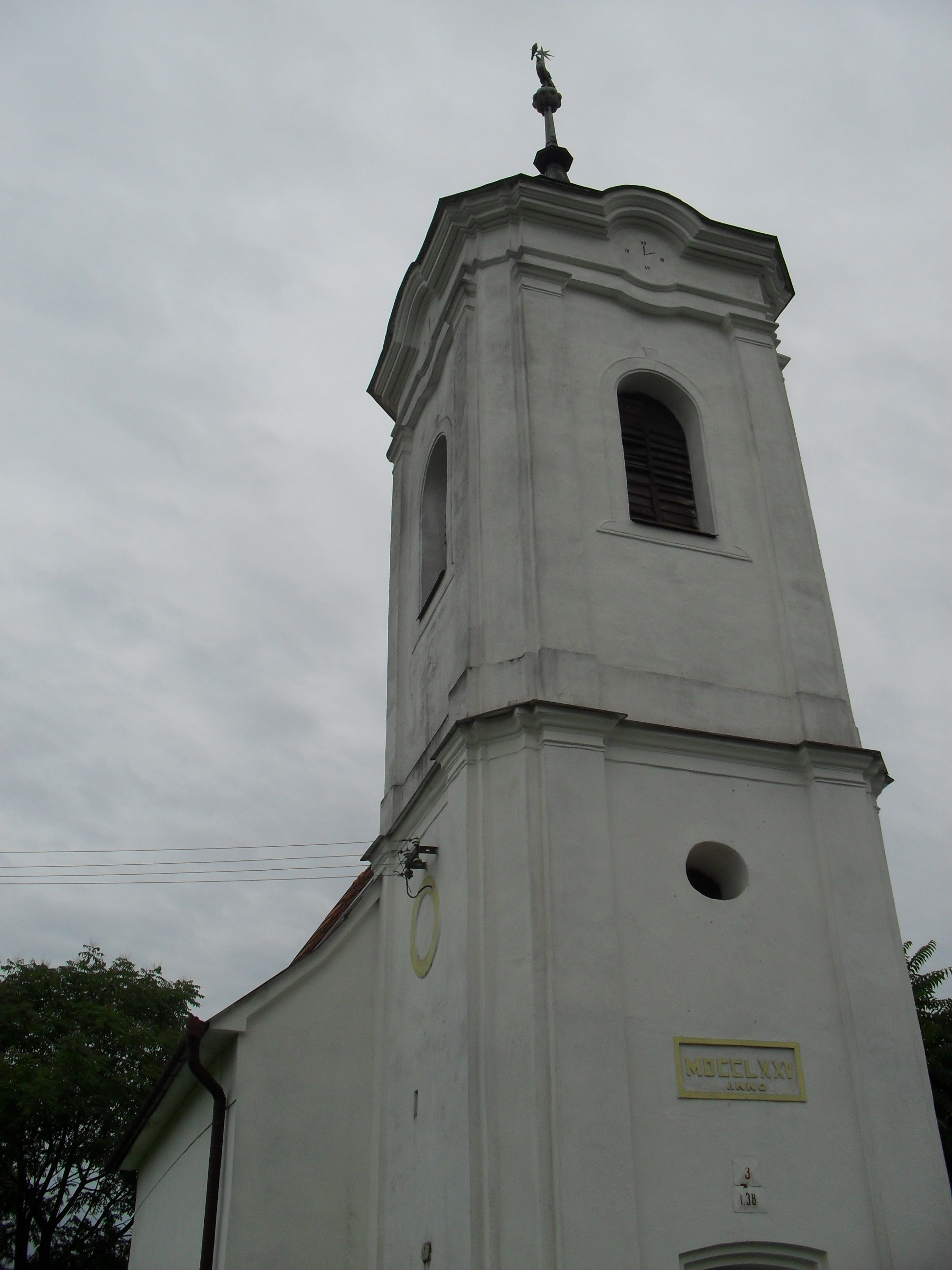
Református templom
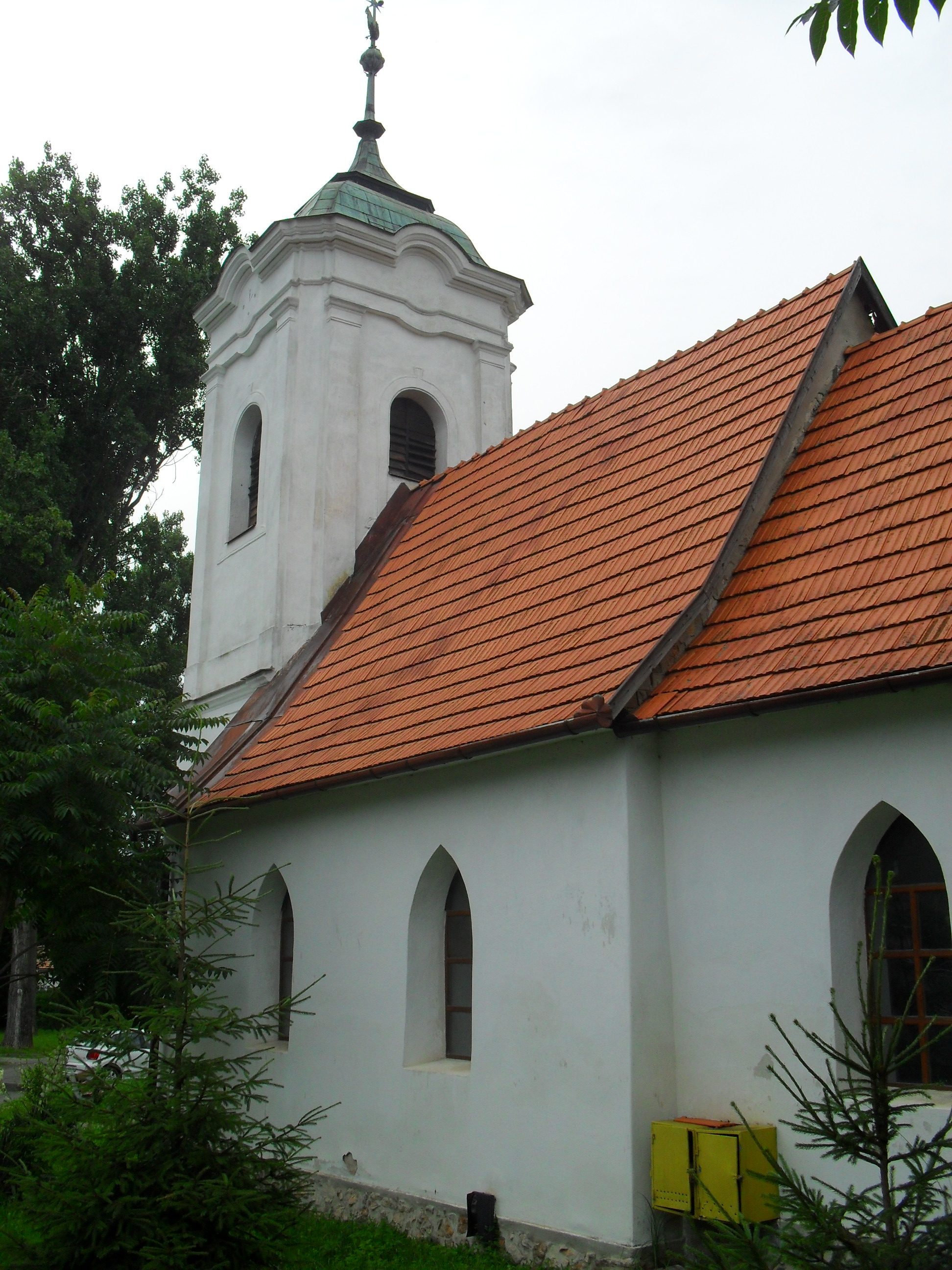
Református templom
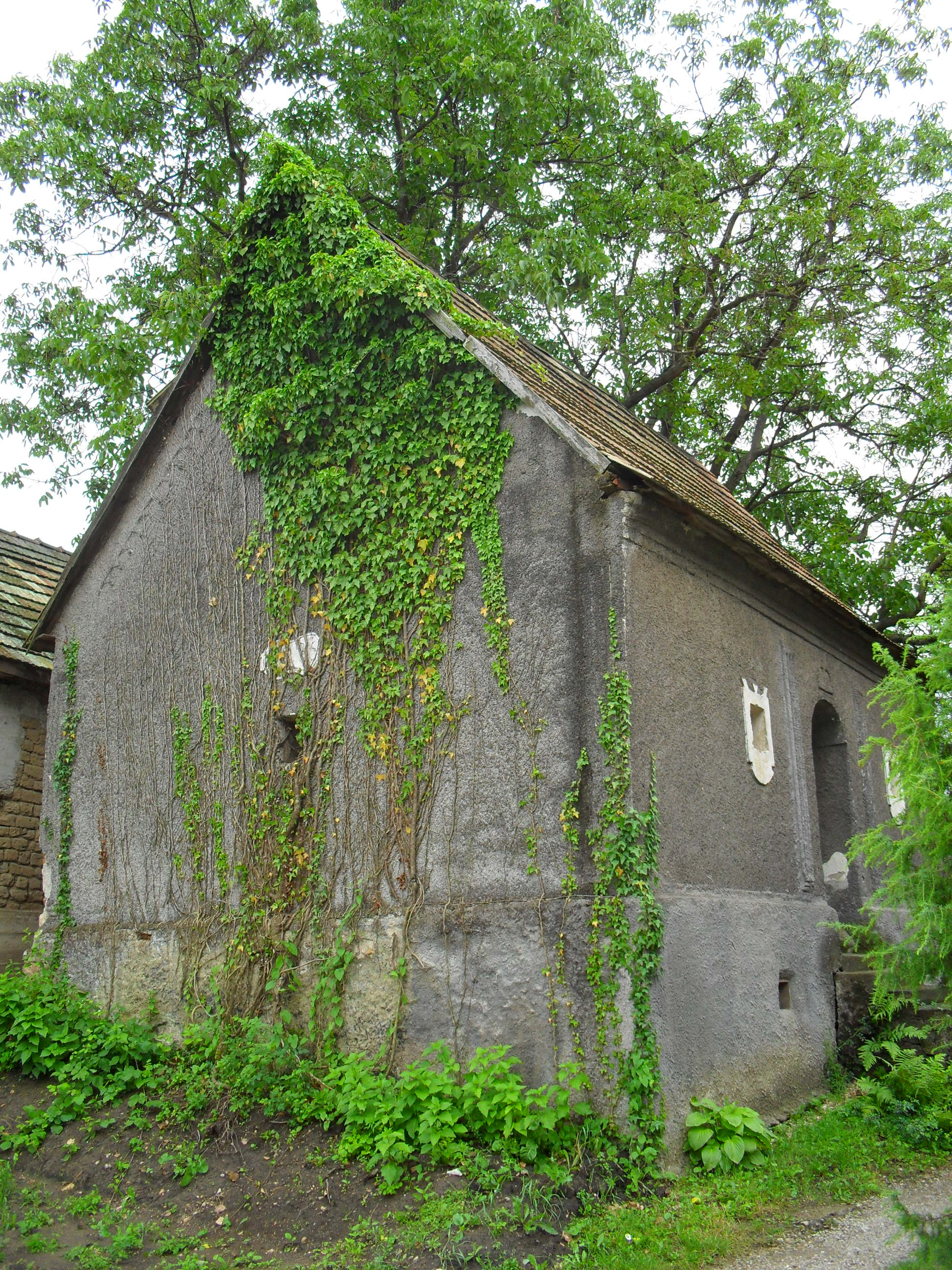
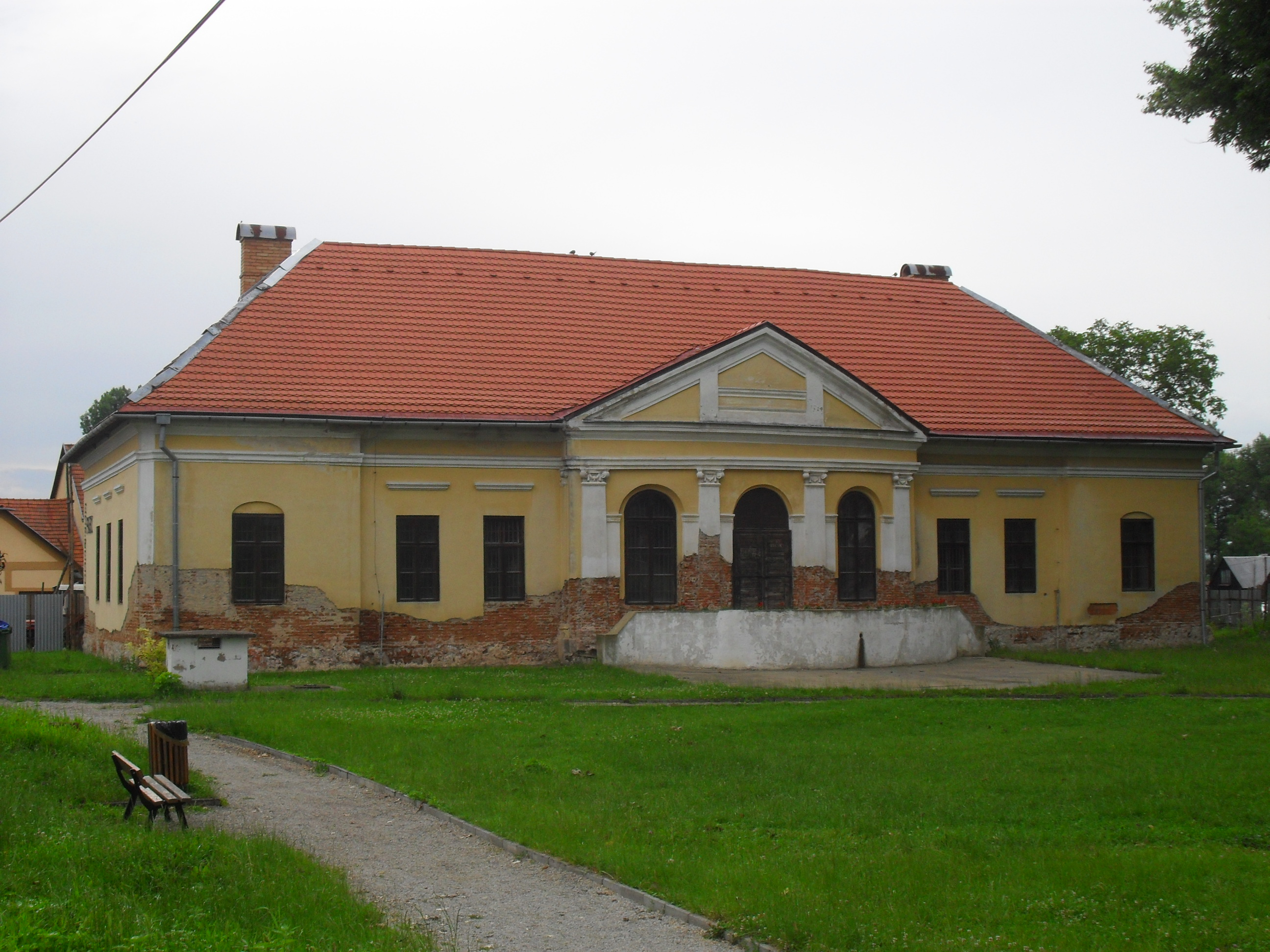
Kastély